# 立憲民主党北海道総支部連合会
立憲民主党北海道支部連合会（りっけんみんしゅとう ほっかいどうそうしぶれんごうかい）は、日本の政党である立憲民主党の地方組織。

## 概要
北海道で地盤を有していた日本社会党の地盤を受け継いでおり、現在でも民主党系（特に日本労働組合総評議会系組合が支持する政党）の勢力が強い地域である。
2024年9月現在、市区議会議員の定数に占める所属議員の割合が全都道府県中最も高く、党所属の市区議会議員の1割強が北海道内の議員である。

## 現在の役員構成

### 役員
| 代表     | 代表代行 | 幹事長 | 政務調査委員長 | 選挙対策委員長 |
| -------- | -------- | ------ | -------------- | -------------- |
| 逢坂誠二 | 勝部賢志 | 笹田浩 | 中川浩利       | 沖田清志       |

### 代表一覧
| 代 | 代表 | 代表                   | 在任期間                          |
| -- | ---- | ---------------------- | --------------------------------- |
| 1  |      | 逢坂誠二 (衆・北海道8) | 2020年（令和2年）9月26日 - (現職) |

## 所属議員

### 北海道議会
| 都道府県 | 議員数   | 立場 |
| -------- | -------- | ---- |
| 北海道   | 25 / 100 | 野党 |

### 政令市議会
| 市     | 議員数  | 立場 |
| ------ | ------- | ---- |
| 札幌市 | 18 / 68 | 与党 |